# Trung tâm Điều khiển Vệ tinh
Trung tâm Kiểm soát Vệ tinh là trung tâm điều khiển nhiệm vụ chính của chương trình không gian của Triều Tiên. Nó nằm ở quận Pothonggang, thủ đô Bình Nhưỡng nó nằm trong một tòa nhà hai tầng màu trắng, và được kiểm soát bởi Ủy ban Công nghệ Không gian Triều Tiên. Trung tâm điều khiển nhiệm vụ lần đầu tiên được cho thấy (trưng bày) vào năm 2009 trên kênh truyền hình KCTV thông báo về việc phóng vệ tinh Kwangmyongsong-2. Cố lãnh đạo Kim Chính Nhật đã cùng Kim Chính Ân thăm trung tâm kiểm soát này vào năm 2009 trước khi phóng vệ tinh Kwangmyongsong-2.